# Front unifié de lutte des races opprimées

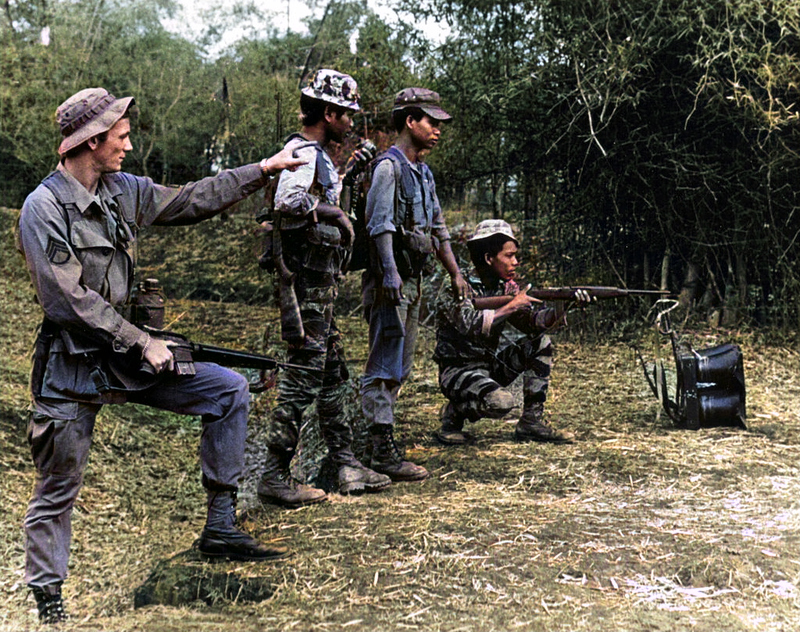
Des Rangers de l’US Army équipés de M16 entrainant des montagnards armés de carabines M1 en 1966.

Front unifié de lutte des races opprimées (FULRO, vietnamien : Mặt trận Thống nhất Đấu tranh của các Sắc tộc bị Áp bức) était une organisation de résistance au Viêt Nam composée de membres d'ethnies montagnardes (Jarai, Rhade; Ba-Na, Co-Ho ...). De 1964 à 1992, 250 000 Montagnards périssent dans leur lutte, d'abord contre l'armée sud-vietnamienne du régime de Saïgon, puis, aux côtés des Forces spéciales américaines contre les communistes vietnamiens. En 1992, c'est la fin du FULRO avec la reddition des derniers combattants.
Cependant, les revendications pour la restitution des terres ancestrales et la liberté religieuse de ces minorités ethniques perdurent, comme en témoigne par exemple la révolte des montagnards du Vietnam de février 2001,.